# Axpe-San Bartolome
Axpe-San Bartolome (baskiska: Busturi-Axpe) är en ort i Spanien.   Den ligger i provinsen Bizkaia och regionen Baskien, i den norra delen av landet, 300 km norr om huvudstaden Madrid. Axpe-San Bartolome ligger 23 meter över havet och antalet invånare är 1 699.
Terrängen runt Axpe-San Bartolome är huvudsakligen kuperad, men norrut är den platt. Havet är nära Axpe-San Bartolome åt nordost. Runt Axpe-San Bartolome är det ganska glesbefolkat, med 47 invånare per kvadratkilometer. Närmaste större samhälle är Bermeo, 4,5 km norr om Axpe-San Bartolome. I omgivningarna runt Axpe-San Bartolome växer i huvudsak blandskog.